# Luigi Tripepi
 Luigi Tripepi (ur. 21 czerwca 1836 w Cardetto, zm. 29 grudnia 1906 w Rzymie), włoski duchowny rzymskokatolicki, kardynał. 

## Życiorys
święcenia kapłańskie przyjął w 1864. Archiwista Archiwów Watykańskich (1892-1894). Sekretarz (1893-1903), a następnie  prefekt Świętej Kongregacji ds. Odpustów i Świętych Relikwii. Kreowany kardynałem diakonem  na konsystorzu 15 kwietnia 1901. Uczestnik konklawe w 1903.